# 夏威夷吸蜜鳥
夏威夷吸蜜鳥（Moho nobilis）是夏威夷已滅絕的吸蜜鳥。

## 描述
夏威夷吸蜜鳥最初是於1786年描述的。牠們長約32厘米，雙翼長約11厘米，尾巴長達19厘米。牠們的羽毛呈光澤黑色，在腹部有褐色的羽毛。腋下有黃色的簇毛，臀部也有一些黃色的毛，但不像監督吸蜜鳥般是黃色羽毛，且不像歐胡吸蜜鳥般在尾巴上有白邊。不過，牠是所有吸蜜鳥中雙翼上有最大黃色羽毛的物種。

## 滅絕
當歐洲人發現夏威夷吸蜜鳥時，牠們在島上的數量仍然很多。後來原住民為了獲得牠們黃色的羽毛來作為王室象徵而過度獵殺，歐洲人亦為了個人喜好而加入獵殺的行列。另外蚊所帶來的鳥類疾病亦令牠們的數量減少。於1892年，差不多有1500隻夏威夷吸蜜鳥被殺，往後每年亦不斷重覆這個情況。自此，夏威夷吸蜜鳥的數量急速下降，只維持了30幾年的時間就完全消失。有指於1934年在冒納羅亞山觀察到夏威夷吸蜜鳥。

## 外部連結
- 夏威夷吸蜜鳥的立體圖 （页面存档备份，存于）